# Konflikthåndtering
Konflikthåndtering drejer sig om at behandle konflikter med henblik på løsning heraf. Konflikter kan forekomme på mange niveauer, fra konflikter i international politik over formaliserede konflikter på arbejdsmarkedet til konflikter mellem to mennesker.

## Konflikters udvikling
Skønt man stort set aldrig kan finde to konflikter, der er magen til hinanden, vil der ofte kunne genfindes et mønster i udviklingen af konflikter, hvis ikke de bliver stoppet i tide. Dette mønster er beskrevet som konflikttrappen med reference til op- og nedtrapning af konflikter. Konflikttrappen kan findes i forskellige versioner; den her beskrevne har syv trin:
1. Uoverensstemmelser om en sag
2. Personificering af konflikten
3. Problemet vokser ud over den indledende sag
4. Direkte dialog stopper
5. Opstilling af fjendebilleder
6. Åben fjendtlighed opstår
7. Polarisering

I nedenstående uddybning forudsættes det for nemheds skyld, at der er to parter i konflikten.

### Uoverensstemmelser om en sag
I denne fase koncentrerer konflikten sig om et konkret emne, hvor begge parter som udgangspunkt optræder sagligt og med interesse i at opklare uenighederne. Hvis dette sker, kan man fortsætte med denne nye viden, og der er ikke længere en konflikt. Det kan ske, at der opstår "støj" i kommunikationen, hvilket kan give basis for en optrapning af konflikten. I almindelighed vil man dog kunne løse konflikten og komme videre, uden at nogen af parterne føler at have lidt nederlag.
Hvor vidt konflikten optrappes fra dette første trin, betragtes som regel som et alvorligt skridt. Der skelnes først og fremmest mellem, om man holder sig til sagen eller eskalerer til at inddrage personlige elementer. Derfor vil håndtering af konflikter ofte søge at sætte ind for at undgå optrapningen fra basistrinnet.

### Personificering af konflikten
På dette trin af konflikten er man gået fra at være uenige om en sag til at betragte modparten selv som problemet. Negative følelser for den anden part tager over, og kontakten mellem de to parter lider begyndende skade. De negative følelser, der optræder, kan være f.eks. frygt eller irritation, og parterne kan reagere ved angreb/forsvar og ved at betvivle hinandens motiver eller endog karakterer.

### Problemet vokser ud over den indledende sag
Når konflikten yderligere vokser i omfang, kan parterne grave i historien og finde lignende situationer, hvor den anden også viste uheldige sider. Der kan dukke uafsluttede konflikter op og bidrage til at udvide grøften mellem parterne.
På dette niveau er der fortsat direkte kommunikation mellem parterne, selv om den ofte ikke er særligt konstruktiv. Direkte kommunikation (samtale) betragtes som særdeles betydningsfuld for behandling af en konflikt, og derfor betragtes skridtet herfra til næste trin, hvor denne kommunikation opgives, med ekstra stor alvor.

### Direkte dialog opgives
Man forsøger på dette stade af konflikten at undgå modparten. Omgås parterne fysisk, undgår de at møde hinanden direkte, at se hinanden i øjnene eller fx gaber demonstrativt. Frem for at kommunikere direkte med hinanden går man over til at tale om hinanden til andre. I den forbindelse søger man efter forbundsfæller, hvilket kan være med til at tilspidse konflikten. Imidlertid har man her også muligheden for som tredjepart at være med til at behandle konflikten, hvis man kan få diskussionen til at handle om den oprindelige sag igen frem for om modparten og dennes karakter.

### Opstilling af fjendebilleder
Her er den oprindelige problemstilling stort set forsvundet, og konflikten handler stort set kun om modparten på en meget firkantet måde. Det handler om at opnå overtaget over modparten, om magt. Den ene part ser så at sige kun negativt på den anden part, og det kan føre til direkte beklikkelse af modpartens karakter i bred forstand. Hvis konflikten er f.eks. på mellemfolkeligt niveau, kan man ende med at betragte modparten som dyriske, brutale eller primitive, hvilket kan føre til handlinger, der modsvarer disse tanker – fundamentalisme udspringer af dette trin.

### Åben fjendtlighed opstår
Med den opfattelse af modparten, der er opstået på forrige trin, retfærdiggør den enkelte part, at man kan åbenlyst kan skade modparten fysisk og/eller psykisk. Ekstremismen har fået overtaget, og eventuelle moderate stemmer vil blive marginaliseret.

### Polarisering
Parterne kan ikke længere være på samme sted. Dette kan give sig udslag i fyringer/opsigelser, ghettodannelser og lignende. Man kan sige, at det dæmper mulighederne for den åbenlyse konflikt, men den kan sagtens fortsættes på afstand.

## Behandling af konflikter
Decideret løsning af en konflikt er ikke altid mulig. For at nå dertil kræver det, at årsagen til konflikten kan elimineres, samt at parterne endegyldigt overbevises om dette. Da det ikke altid er muligt at nå dertil, må man koncentrere sig om at søge i rimeligt omfang at nedtrappe konflikten ad ovenstående konflikttrappe. På de nederste trin (fra oven i beskrivelsen) er det stadig muligt for parterne at takle konflikten uden at inddrage andre, men man skal ikke ret langt op, før det vil være hensigtsmæssigt eller decideret nødvendigt at inddrage udefra kommende mediatorer.